# Emilio Carlos Kirillos
Emilio Carlos Kirillos (23 de março de 1917 - 24 de janeiro de 1963) foi um jornalista e político paulista. 
Estudou no Colégio São Luís, na cidade de Jabuticabal, em São Paulo. A seguir, cursou o Colégio de Catanduva, o Colégio Mackenzie de Araraquara e a Faculdade de Direito da Universidade de São Paulo, diplomando-se em 1941.
Foi redator de O Estado de S. Paulo e correspondente de guerra da BBC durante dois anos. Deputado federal durante 12 anos, líder de sua bancada (o PTN) na Câmara Federal assim como presidente do Diretório Central deste partido. A partir de 1954, tomou parte em todas as campanhas de Jânio Quadros. 
Faleceu de um ataque cardíaco na madrugada de 23 de janeiro de 1963. 
Em sua homenagem, foi dado o nome de Deputado Emílio Carlos a uma importante avenida do distrito do Limão e a outra na cidade de Carapicuíba, bem como foi batizada de Escola Municipal Emilio Carlos uma instituição de ensino localizada em Guadalape, Rio de Janeiro. Foi criada uma Escola Municipal de Ensino Infantil também em sua homenagem em São Caetano do Sul, São Paulo.